# Gare de Rivesaltes
Gare de Rivesaltes – stacja kolejowa w Rivesaltes, w departamencie Pireneje Wschodnie, w regionie Oksytania, we Francji.
Została otwarta w 1858 przez Compagnie des chemins de fer du Midi et du Canal latéral à la Garonne. Jest przystankiem kolejowym Société nationale des chemins de fer français (SNCF) obsługiwanym przez pociągi TER Languedoc-Roussillon.